# Pranayama

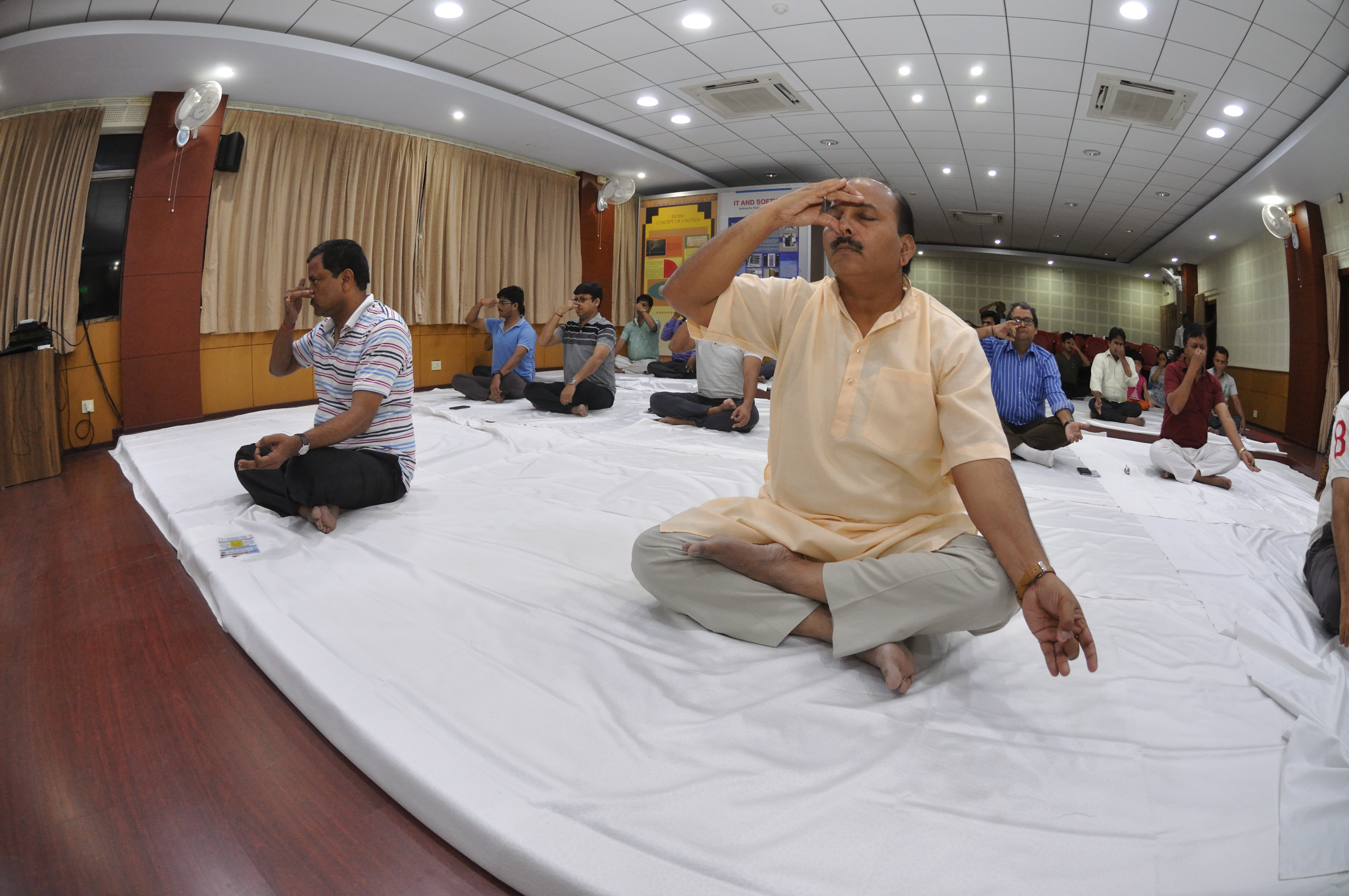
« Respiration de la lune », respiration « froide » par la narine gauche.

Pranayama (sanskrit IAST : prāṇāyāma ; devanāgarī : प्राणायाम) correspond, dans les Yoga sūtra de Patañjali, au quatrième membre (aṅga) du Yoga. Prāṇayāma est la discipline du souffle au travers de la connaissance et le contrôle du prāṇa, énergie vitale universelle. 
Ce terme désigne encore un mouvement respiratoire orienté (ā-yāma) vers le souffle vital qui le précède et le soutient (pra-ana), un exercice pratiqué en padmāsana qui alterne souffle et rétention du souffle.
La pratique du mouvement respiratoire (ā-yāma) et la notion du prāṇa qui soutient fondamentalement cette respiration consciemment dirigée varient selon les écoles de yoga. Le rāja yoga, le yoga de la kuṇḍalinī, ou le haṭha yoga décrivent différemment les éléments constitutifs, les pratiques, et le but de cette discipline du souffle.

## Approche linguistique

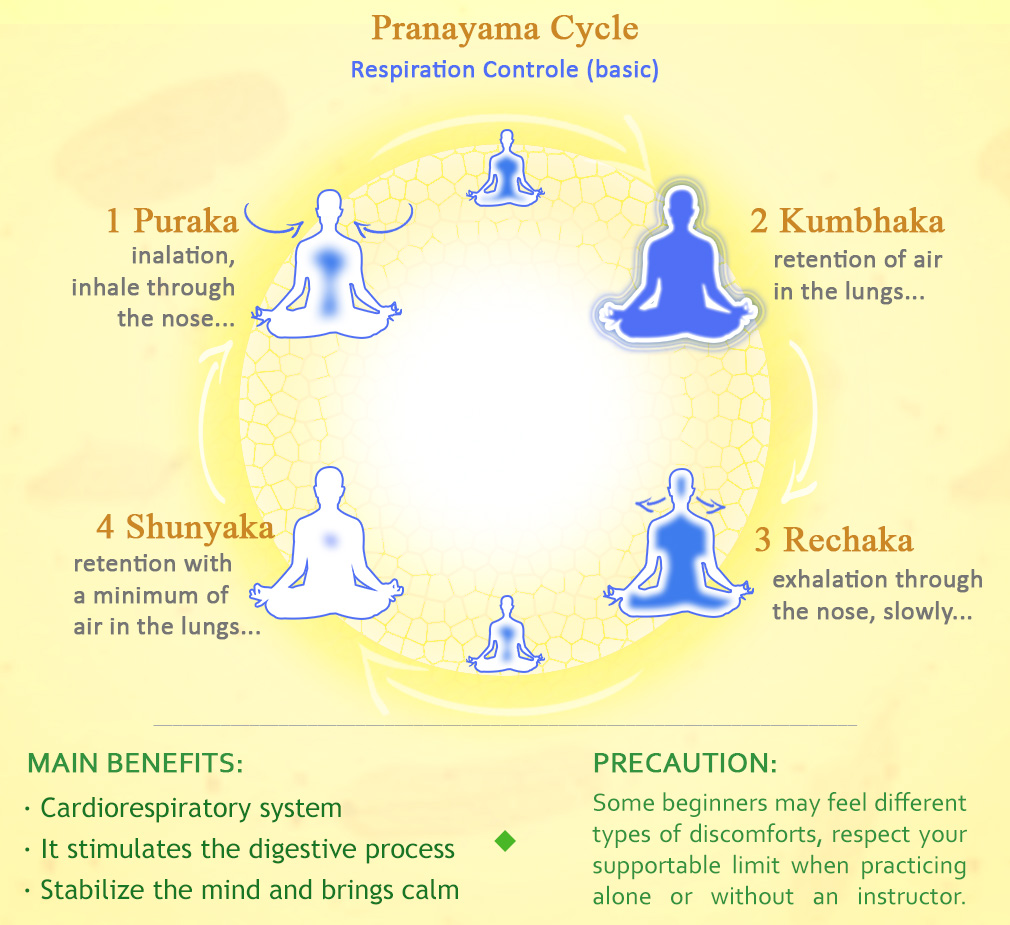
Principes de base du Pranayma.

La Bṛhadāraṇyaka Upaniṣad, composée au VIIe siècle avant l'ère courante, mentionne quelques indications, les plus anciennes couchées par écrit, concernant la notion de prāṇāyāma. Dans un traité ultérieur nommé Yoga sūtra, Patañjali décrit de manière succincte le prāṇāyāma aux versets (sūtra) 49 à 53 des Sādhana pāda, seconde section de son ouvrage. 
Le mot prāṇāyāma est la composition nominale d'un terme déterminant prāṇa précédant le terme déterminé āyāma. Chacun de ces noms se construit sur une racine verbale (prāṇa sur AN-, āyāma sur YAM-) précédée d'un préfixe (pra- devant AN-, ā- devant YAM-) et suivie d'une voyelle thématique (-a) pour former un nom d'action masculin.  
- De la racine AN- qui signifie « respirer[5] » dérive le nom masculin ana qui désigne le souffle, la respiration. Le préfixe pra- marque, devant un substantif, la partie antérieure ou principale de celui-ci. Des règles phonétiques simples transforment pra-ana en prāṇa qui se traduit littéralement par le « principe du souffle », le « principe vital antérieur à la respiration » ou, plus simplement la « vie[6] ».

- La racine YAM- signifie « maintenir » ou « retenir[7] ». Le préfixe ā- peut être directionnel et se traduire par « vers », ou extensif signifiant alors « jusqu'à ». L'adjonction de la voyelle thématique donne le nom masculin sans préfixe yama qui signifie « retenue » (action de retenir), et le nom masculin avec préfixe āyāma qui se traduit par « rétention prolongée » (action de maintenir jusqu'à) ou « extension, allongement » (action d'étendre ou d'allonger)[8].

L'expression prāṇāyāma se traduit littéralement ainsi : « rétention du souffle de la respiration ».

## Écoles de yoga

### Rāja yoga
Dans les Yoga sūtra de Patañjali, les versets 49 à 53 de la section Sādhana pādaḥ (chapitre II) décrivent le prāṇāyāma. 

#### Sūtra 49
- « Tasmin sati śvāsapraśvāsayor gativicchedaḥ prāṇāyāmaḥ tasmin[9]. »

Une version anglaise de ce verset, due à Śri Sattvikagraganya fut traduite en français et donne : « Ceci obtenu, il faut s'attacher à respirer régulièrement. Les mouvements d'aspiration et d'expiration doivent être contrôlés ».
Ce verset débute par deux mots, tasmin sati, littéralement traduisibles par l'expression « étant en cela » qui opère la transition entre les versets précédents du Sādhanapāda qui traitaient de la posture (āsana) et les sūtra suivants qui décrivent le prāṇāyāma. « Étant en cela », la pratique aisée de la posture enfin obtenue (« ceci obtenu »), le pas suivant concernera la maîtrise de la respiration du souffle de vie. Cette expression tasmin sati marque, dans le Sādhanapāda, le passage du troisième membre (aṅga) qui concerne la posture au quatrième membre, celui qui oriente l'apprentissage d'une respiration dominée.
La suite du verset est une phrase nominale à trois membres dont le troisième prāṇāyāmaḥ est un terme déterminé par le deuxième gativicchedaḥ, terme déterminant. Cette dernière expression est déterminée par śvāsapraśvāsayor, un composé au génitif duel. 
Le préfixe verbal vi- note une dissociation. La racine CHID- qui signifie « fendre, couper, déchirer » donne, lorsque précédée de vi-, le verbe vicchid- dont le sens est « rompre une continuité ou interrompre ». Le nom masculin viccheda dérivé de ce verbe indique une interruption, une cessation. L'objet de cette interruption est la gati, nom féminin formé sur la racine GAM- qui signifie « aller », nom qui se traduit par « le cours ou l'allure d'un mouvement ». De quoi faut-il interrompre le cours ? 
Sur la racine ŚVAS- qui signifie « souffler, haleter, respirer », se construisent les noms masculins śvāsa (aspiration de souffle, inspiration) et praśvāsa (projection de souffle, expiration) ces deux mots étroitement liés se présentent dans la phrase au génitif duel. 
Le sūtra 49 peut littéralement se traduire ainsi : « Étant dans une posture paisible (étant en cela : tasmin sati), une extension (āyāma) vers le principe vital du souffle (prāṇa) est une interruption de la continuité (viccheda) du cours (gati) de l'expiration (praśvāsa) et de l'inspiration (śvāsa) accouplées (-ayor, terminaison au génitif duel) ». 
Il s'agit d'introduire dans le cours continuel de la respiration naturelle un moment d'arrêt qui sépare l'expiration de l'inspiration puis de cultiver ce moment d'arrêt progressivement pour arriver à l'allonger au maximum. Le yogi « retient son souffle » en vue de l'accomplissement du samadhi.

#### Sūtra 50
- « Sa tu bāhyābhyantarastambhavṛttir deśakālasaṃkhyābhiḥ paridṛṣṭo dīrghasūkṣmaḥ. »[14]

Śri Sattvikagraganya traduit : « La condition du souffle à son entrée, à sa sortie ou à l'arrêt est déterminée quant au lieu, au temps et au nombre, elle devient longue et pure. ».

#### Sūtra 51
- « Bāhyābhyantaraviṣayākṣepī caturthaḥ[14]. »

Śri Sattvikagraganya traduit : « (Il se produit) une quatrième (condition) qui fait oublier le soin d'aspirer et d'expirer. ».

### Kuṇḍalinī yoga
Le prāṇa circulerait dans l'organisme par un réseau de canaux subtils, les nāḍī (assez semblables aux méridiens chinois). Les trois nāḍī principaux sont : iḍā, piṅgalā et suṣumṇā. On dit que les canaux iḍā et piṅgalā se corrèlent avec la respiration propre à la narine gauche ou droite. Pour la science, cependant, il n'y a pas réellement de respiration gauche ou droite, les deux narines n'étant séparées que par une mince cloison qui disparaît à quelques centimètres de l'entrée.
Quand le prāṇa concerne une période d'activité intensifiée, la tradition du yoga parle de « prāṇotthāna »[réf. nécessaire].

### Haṭha yoga
Dans le haṭha yoga, les techniques de prāṇāyāma sont employées pour commander le mouvement des énergies subtiles dans le corps, ce qui produirait une augmentation de vitalité chez l'adepte. Cependant, la pratique de ces techniques n'est pas insignifiante et dans certaines circonstances les techniques de prāṇāyāma peuvent perturber l'équilibre de la vie d'une personne. La possibilité d'effets nuisibles résultant de ces techniques ne doit donc pas être sous-estimée. 
Parmi les exercices les plus courants du prāṇāyāma, on peut citer :
- la simple prise de conscience de la respiration ;

- la respiration complète (ou respiration yogique), qui met en jeu successivement le bas de l'abdomen, la région de l'estomac, le thorax et les clavicules (ceci à l'expiration comme à l'inspiration) ;

- la respiration alternée (Nadi shodhana), inspiration narine droite, expiration narine gauche, puis l'inverse ; on ferme la narine non utilisée en appuyant avec un doigt mais on peut apprendre à s'en passer avec de l'entraînement[réf. nécessaire] ;

- respiration glottique, que l'on obtient en s'imaginant inspirer et expirer au moyen d'un orifice situé au niveau du larynx ; on doit sentir le flux d'air à ce niveau et entendre un souffle doux.
- respiration Kapalabhati, avec de petites expirations rapides et énergiques
- respiration Shitali, on sort la langue en tuyau puis on inspire par la langue comme si on aspirait l’air avec une paille. Puis on expire par le nez.

En tout état de cause, il s'agit d'une respiration lente (trois à quatre cycles par minute), très régulière, y compris pendant les postures. Cela n'empêche pas l'utilisation d'une respiration rapide dans certains exercices.
La concentration de l'attention sur les muqueuses respiratoires entraîne un ralentissement cardiaque qui, chez des yogins entraînés, pourrait aller jusqu'à une suspension momentanée du rythme cardiaque.
Ce n'est qu'une fois les āsana (postures) et les exercices sur le prāṇa réalisés que la méditation pourrait être abordée efficacement.

## Autres cultures

### En Chine
La première description du prāṇa se trouve dans les Upaniṣad. Prāṇa est impliquée dans toute forme vivante mais n'est pas elle-même le souffle du jīva ou de l'individualité humaine. L'énergie « subtile » du prāṇa n'est pas éloignée dans sa conception du ch'i taoïste, que l'acupuncture cherche à réguler.

### En Occident
Selon la philosophie du yoga, le souffle, ou l'air, est simplement un investissement du prāṇa dans le corps. On peut remarquer que cette proximité du prāṇa et du souffle est présente aussi dans les langues occidentales avec le terme d'esprit, spiritus (= souffle, souffle vital, âme).